# Enrico Tomasso
Enrico J. Tomasso (* 23. März 1961 in Leeds) ist ein britischer Jazzmusiker (Trompete, Flügelhorn, Kornett).

## Leben und Wirken
Tomasso, Sohn des Klarinettisten Ernie Tomasso, kam durch seinen Vater sehr früh zum Jazz; mit fünf Jahren begann er Trompete zu spielen. Sein Vater ermöglichte es ihm, Benny Goodman, Dizzy Gillespie und Maynard Ferguson zu treffen und die Orchester von Count Basie und Duke Ellington zu erleben. Auch konnte er mit Louis Armstrong während dessen Englandbesuchs 1968 spielen. Schon früh war er Mitglied der Familienband The Tomasso Family und trat mit seinem Vater auch im Jazzkontext auf. 1972 präsentierte er sein Können auf dem New Orleans Jazz Festival.
Nach der Ausbildung am Leeds College of Music, an die sich später noch ein Jazzkurs an der Guildhall School of Music and Drama anschloss, war er zwischen 1981 und 1984 Mitglied der Band von Ken Macintosh. Die nächsten zwölf Jahre verbrachte er im Pasadena Roof Orchestra (Steppin Out, Breakaway), um dann bis 2000 als Mitglied der Band von Ray Gelato zu wirken (Men From Uncle); daneben spielt er im John Wilson Orchestra (Orchestral Jazz). 1987 legte er ein erstes Album unter eigenem Namen vor (Love ad Libitum). Er gründete eine eigene Gruppe und war an einigen Projekten von Keith Nichols beteiligt. Ab 2002 spielt er in der Paramount Jazz Band von Acker Bilk, der er bis zur Auflösung angehörte; auch gehörte er zum Chris Ingham Trio. Tom Lord verzeichnet 42 Aufnahmen im Bereich des Jazz zwischen 1980 und 2015. Weiterhin ist er auf Alben von The Creatures, Cactus Rain, Barry Adamson, Marc Almond und Bryan Ferry (As Time Goes By, The Jazz Age) zu hören.
Tomasso gewann die British Jazz Awards für Trompete in den Jahren 2012, 2013, 2016 und 2018.

## Diskografische Hinweise
- Al Dente (Woodville Records, 2012; mit John Pearce, Andrew Cleyndert, Bobby Worth)[4]